# ۲۴ گاوران
۲۴ گاوران یک ستاره است که در صورت فلکی گاوران قرار دارد.